# Willemia arida
Willemia arida är en urinsektsart som beskrevs av Fjellberg 1991. Willemia arida ingår i släktet Willemia och familjen Hypogastruridae. Inga underarter finns listade i Catalogue of Life.